# Mistrzostwa Afryki U-19 w Piłce Ręcznej Kobiet 2000
Mistrzostwa Afryki U-19 w Piłce Ręcznej Kobiet 2000 – jedenaste mistrzostwa Afryki U-19 w piłce ręcznej kobiet, oficjalny międzynarodowy turniej piłki ręcznej o randze mistrzostw kontynentu organizowany przez CAHB mający na celu wyłonienie najlepszej złożonej z zawodników do lat dziewiętnastu żeńskiej reprezentacji narodowej w Afryce. Odbył się wraz z mistrzostwami U-20 mężczyzn w sierpniu 2000 roku w Tunisie. Tytułu zdobytego w 1998 roku broniła reprezentacja Angoli. Mistrzostwa były jednocześnie eliminacjami do MŚ 2001.

## Klasyfikacja końcowa
| Miejsce | Reprezentacja          | Uwagi          |
| ------- | ---------------------- | -------------- |
| złoto   | Angola U-19            | awans: MŚ 2001 |
| srebro  | Tunezja U-19           | awans: MŚ 2001 |
| brąz    | Algieria U-19          | –              |
| 4       | Południowa Afryka U-19 | –              |